# Hydrops triangularis
Hydrops triangularis — вид змій родини полозових (Colubridae). Мешкає в Південній Америці.

## Поширення й екологія
Hydrops triangularis мешкають у Бразилії, Перу, Еквадорі, Колумбії, Венесуелі, Гаяні, Суринамі, Французькій Гвіані, а також на острові Тринідад. Вони живуть на берегах річок і в заплавах у вологих тропічних лісах, на болотах, а також у вологих саванах льяносу, на висоті до 500 м над рівнем моря. Живляться вуграми та іншою прісноводною рибою.